# Emma Stern
Pour les articles homonymes, voir Stern.

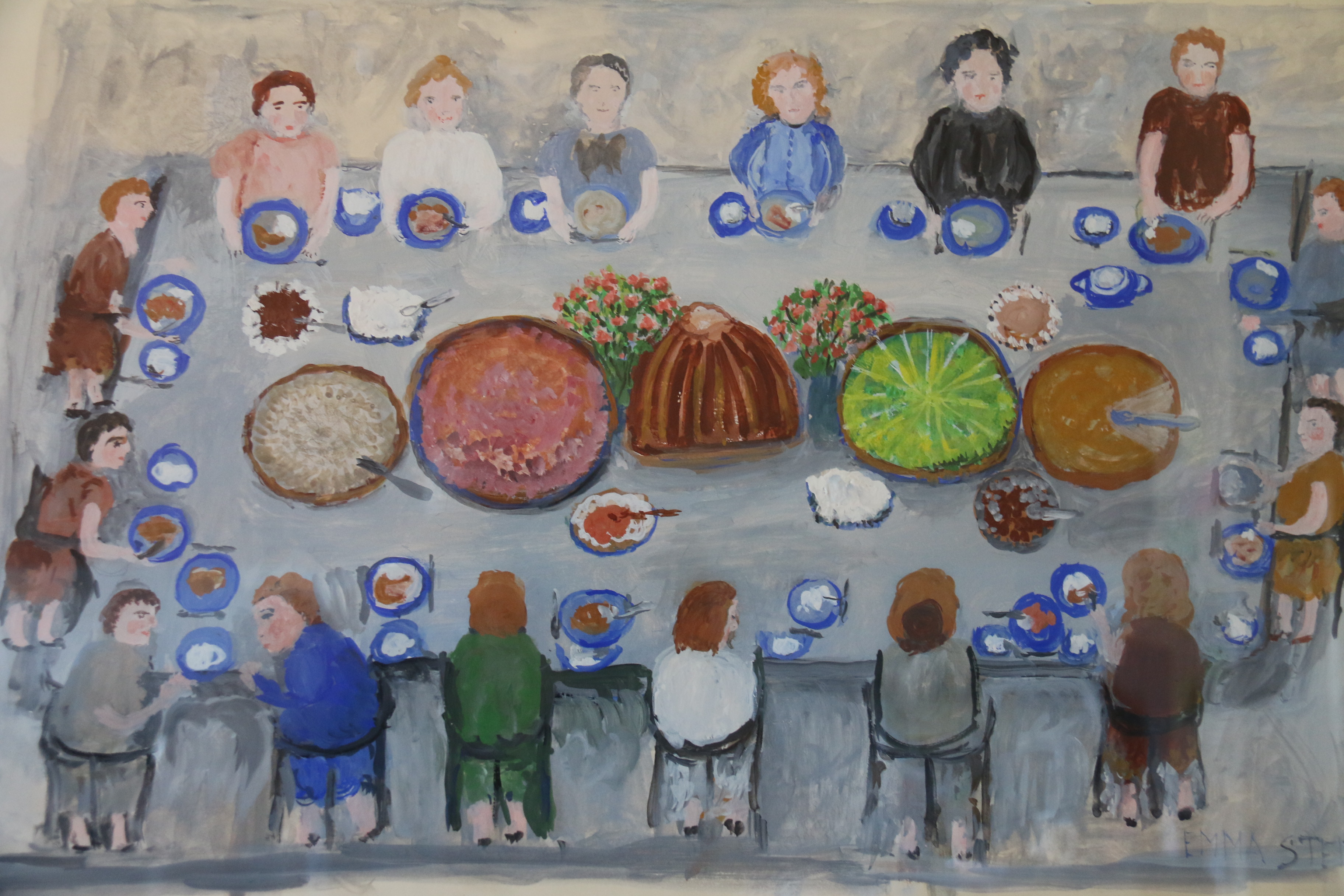
Emma Stern, gouache Goûter entre amies

Emma Stern, née Emma Daniel le 13 mars 1878 à Saint-Wendel et morte le 4 mars 1969 dans le 6e arrondissement de Paris, est une artiste peintre française d'origine allemande.
Elle est une des figures de la peinture naïve de la deuxième partie du XXe siècle.

## Biographie
Emma Stern est née en 1878 à Saint-Wendel (province de Rhénanie). Après la disparition en 1920 de son mari Julius à la suite de ses blessures de la guerre, elle gère avec ses enfants l’entreprise familiale de textile de Lebach (Sarre). L’arrivée au pouvoir des nazis l’oblige, ainsi que sa famille, à fuir le territoire allemand pour se réfugier chez sa fille à Paris dès 1933.
Ce n’est qu’à l’âge de 70 ans, en 1948, que pour occuper ses journées, elle prend les pinceaux pour raconter sur la toile la vie de son monde d’autrefois. Totalement autodidacte en technique picturale, Emma Stern peint tout naturellement avec spontanéité, selon les critères d’une peinture que les historiens d’art décrivent comme naïve: absence de perspective, personnages de tailles diverses aux visages effacés ou stylisés, structures planes et vues de dessus, détails inégaux, couleurs à plat et thématiques populaires, vie quotidienne, nature, paysages…[réf. souhaitée]
Si les peintures et gouaches d’Emma Stern correspondent à cette classification toute théorique, son travail est particulier tant sa qualité picturale s’avère personnelle et facilement identifiable : elle est souvent comparée à la plus grande artiste américaine d’art naïf, Grandma Moses (1880-1961), elle aussi peintre autodidacte ayant débuté la peinture sur toile à un âge avancé.
C’est d’abord le maniement de la couleur qui caractérise les œuvres d’Emma Stern, avec un éclat chromographique[Quoi ?] très visuel, ajoutant ainsi de la poésie à ses thématiques préférées, reproduites en nombre, scènes villageoises ou champêtres, arbres en floraison et bouquets de fleurs, fêtes de famille, dans des couleurs marquantes, soit toujours une représentation d’un monde chaleureux et réjouissant. Seules quelques rares toiles sont un peu plus sombres.
Son œuvre, assez abondante, est recherchée par les collectionneurs, mais peu de ses peintures sont en vente[réf. nécessaire]. De nombreux musées[Lesquels ?] conservent ses toiles.
Emma Stern meurt en 1969 à Paris.

## Expositions
- Galerie Bassano  Paris(1954)
- « Ausgewanderten Maler (1955) - Peintres émigrés en France» (avec Jankel Adler, Lou Albert-Lasard, Eduard Bargheer, Max Beckmann, Francis Bott, Heinrich Campendonk, Henri Davring (Heinrich Davringhausen), Max Ernst, Otto Freundlich, Johnny Friedlaender, Hartung, Paul Klee, Moise Kogan, Jeanne Kosnik-Freundlich, Rudolph Levy, Rolf Nesch, Max Peiffer Watenphul, Hans Purrmann, Joseph Sharl, Kurt Schwitters, Springer, Emma Stern, François Willi Wendt et Wols au Städtisches Museum de Leverkusen - Schloss Morsbroich (Allemagne)
- Galerie Charpentier, Paris (1960)
- Galerie Delpire, Paris (1964)
- Galerie Abels, Cologne (1966)
- Galerie Gerda Bassenge, Berlin, (1968)
- Museum Neuss , Sarrebruck (1978)
- Zander Collection, Cologne (2024/25)

## Filmographie
- « Le temps d’Emma » de Liliane de Kermadec (1964)